# Sherman (condado de Sheboygan, Wisconsin)
Sherman es un pueblo ubicado en el condado de Sheboygan en el estado estadounidense de Wisconsin. En el Censo de 2010 tenía una población de 1505 habitantes y una densidad poblacional de 17,01 personas por km².

## Geografía
Sherman se encuentra ubicado en las coordenadas 43°35′16″N 87°58′54″O / 43.58778, -87.98167. Según la Oficina del Censo de los Estados Unidos, Sherman tiene una superficie total de 88.5 km², de la cual 88.03 km² corresponden a tierra firme y (0.53%) 0.47 km² es agua.

## Demografía
Según el censo de 2010, había 1505 personas residiendo en Sherman. La densidad de población era de 17,01 hab./km². De los 1505 habitantes, Sherman estaba compuesto por el 96.88% blancos, el 0.33% eran afroamericanos, el 0.07% eran amerindios, el 0.47% eran asiáticos, el 0.07% eran isleños del Pacífico, el 1.93% eran de otras razas y el 0.27% pertenecían a dos o más razas. Del total de la población el 2.66% eran hispanos o latinos de cualquier raza.